# Evetofte
Evetofte er en sommerhusby i Nordsjælland med 361 indbyggere  (2024). Evetofte er beliggende i Melby Sogn på Halsnæs fire kilometer vest for Frederiksværk, to kilometer syd for Melby og 26 kilometer nordvest for Hillerød. Byen tilhører Halsnæs Kommune og er beliggende i Region Hovedstaden.